# Dudeștii Noi, Timiș
Dudeștii Noi (vechiul nume în română Beșenova Nouă, în germană Neubeschenowa, în maghiară Ujbesenyö) este satul de reședință al comunei cu același nume din județul Timiș, Banat, România.

## Nume
Denumirea veche a localității, aceea de Beșenova Nouă, schimbată pe cale administrativă în anul 1968, atestă prezența pecenegilor în această zonă.

## Istorie

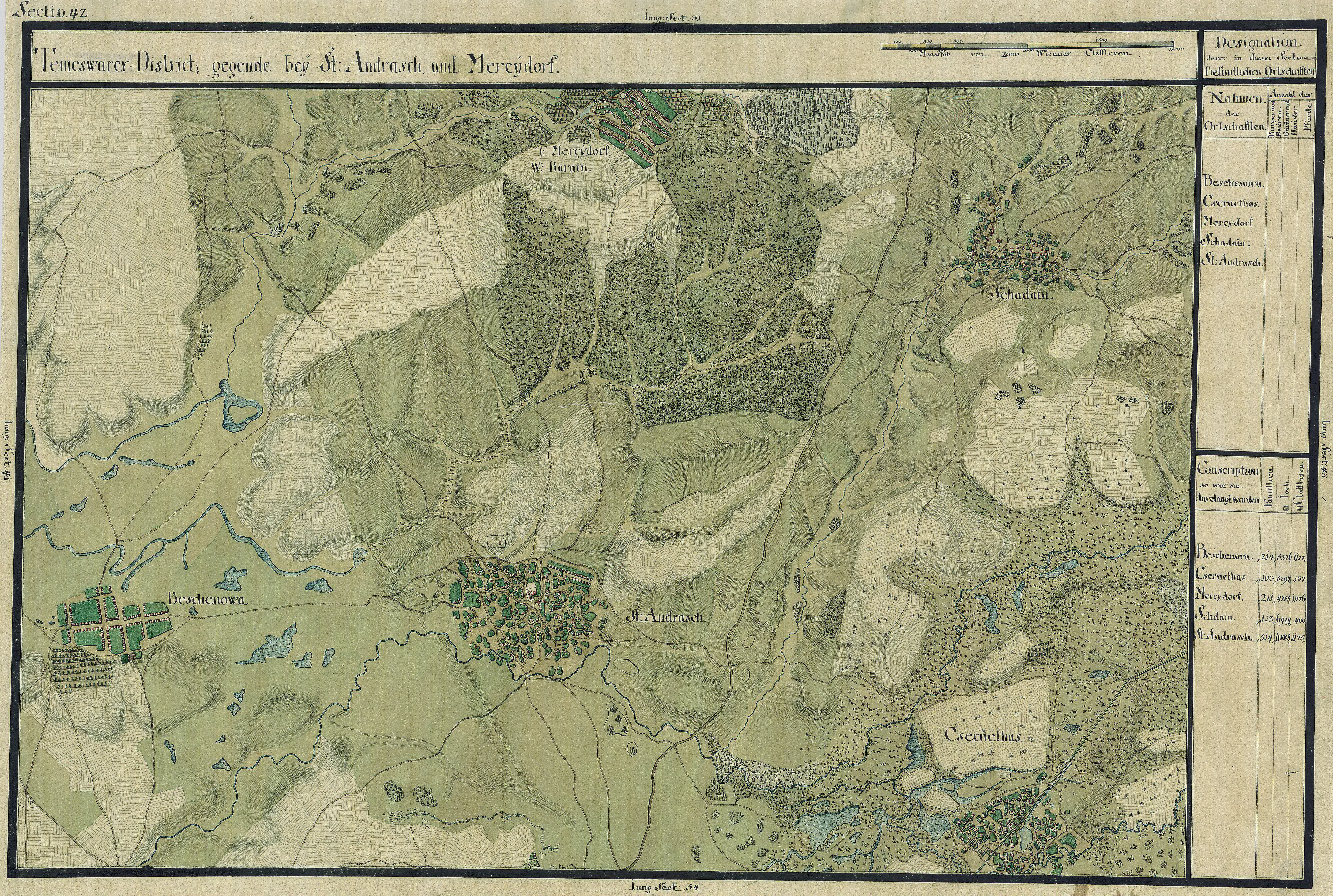
Dudeștii Noi în Harta Iosefină a Banatului, 1769-72

- 1333 - prima atestare documentară a localității în registrele papale. Denumirea Bessenovo a localității are origini pecenege.
- 1748 - Johann Oßwald conducătorul a 60 de familii (290 de suflete) se stabilește în Beșenova Nouă venind din regiunile austro-germane Mainz, Trier și Lothringen, sub oblăduirea Mariei Theresa.
- 1750 - 1751 - se construiește Biserica Catolică din localitate, care este în prezent monument istoric.
- 1779 - Banatul este alipit Ungariei iar Beșenova Nouă este arondată Sânandreiului.
- 1788 - 1790 - ocupație otomană.
- 1824 - este pusă piatra de temelie la casa parohială.
- 1834 - se construiește o școală nouă.
- 1838 - se amenajează actualul cimitir.
- 1844 - în cimitir se construiește capela Sfântul Rochus.
- 1848 - 1849 Revoluția Ungară - revoluționarii maghiari sunt înfrânți în lupta de lângă Beșenova Nouă.
- 1851 - se dau numere de casă noi.
- 1852 - se realizează noua Carte Funciară a comunei.
- 1857 - se construiește monumentul cu crucifix din fața Bisericii Catolice.
- 1858 - are loc trecerea de la guldenul vienez la guldenul austriac ca monedă de referință. (1 gulden vienez = 60 crăițari; 1 gulden austriac = 100 crăițari)
- 1859 - localitatea număra 404 case.
- 1866 - război între Austria și Prusia. În spitalul din localitate sunt aduși 32 de răniți de pe câmpul de luptă.
- 1867 - are loc uniunea între Viena și Budapesta creându-se astfel Imperiul Austro-Ungar ce va rezista până la sfîrșitul Primului Război Mondial.
- 1873 - este creată prima Primărie a localității iar în același an este aleasă și prima administrație prin vot secret.
- 1895 - darea în folosință a liniei de cale ferată ce face legătura între Timișoara și Sânnicolau Mare
- 1906 - 1908 325 de locuitori ai comunei Beșenova Nouă emigreză în Statele Unite ale Americii din care se întorc 65. Aceștia aduc cu ei 375.000 de coroane, o sumă considerabilă la acea vreme.
- 1913, 29 iunie este hirotonosit la Timișoara părintele Josef Nischbach care preia parohia din Beșenova Nouă.
- 1914 - 1918 Primul Război Mondial. 127 de bărbați din comună mor sau sunt dați dispăruți.
- 1915 - Pe pășunea comunală nemții construiesc o hală pentru zepeline (Fliegerhalle). După retragerea trupelor germane din 1919 oamenii au furat tot ce era de valoare din clădire provocând prăbușirea acesteia în data de 15 mai. Atunci au murit 5 persoane iar altele au fost rănite.
- 1939 - 1945 Al II-lea Război Mondial. În armata română mor 37 de dudeșteni iar în armata germană 87.
- 1944 - între 29 septembrie și 10 octombrie toată populația a fost evacuată la Sânandrei. În această perioadă casele au fost jefuite de ruși iar animalele au fost confiscate. În septembrie, 19 familii pleacă în Occident.
- 1945 - În ianuarie, 297 femei și bărbați au fost deportați pentru muncă forțată în Rusia. Dintre aceștia 68 și-au găsit sfârșitul în minele de cărbuni din Ucraina. În luna iulie sosesc primii coloniști români în comună.
- 1950 - se înființează Cooperativa Agricolă de Producție.
- 1951 - 62 de familii sunt deportate în Bărăgan. Din cele 170 de persoane deportate, 22 nu se mai întorc.
- 1954 - 1956 - localitatea se extinde cu zona Satul Nou unde se dau aproximativ 200 de numere noi de casă.
- 1959 - preotul paroh al Bisericii Catolice din localitate este Hans Schmidt care va păstori până la moartea sa din 1980.
- 1962 - în localitatea care înainte de 1945 era populată aproape în totalitate de etnici germani acum proporția era de 1.280 șvabi și 1.200 români.
- 1966 - în comuna Beșenova Nouă mai trăiesc 1310 germani.
- 1968 - comuna Beșenova Nouă este desființată prin Legea 2/1968 localitatea fiind arondată comunei Becicherecu Mic sub noua denumire de Dudeștii Noi.
- anii ‘70 - are loc primul mare val de emigrări a etnicilor germani.
- 1971 - este construită Biserica Ortodoxă din localitate care poartă hramul Sf. Dumitru. Se stabilește ruga localității la 26 octombrie.
- 1989 - Revoluția din Decembrie care pune capăt erei Ceaușescu. Dudeștenii participă activ la revoluția de la Timișoara.
- anii ‘90 - are loc al doilea mare val de emigrări a etnicilor germani.
- 2004, 8 aprilie - localitatea Dudeștii Noi este ridicată după 36 de ani din nou la rangul de comună. Se constituie noua administrație locală în urma alegerilor din 6 și 20 iunie. Primul primar ales este Alin Nica (PNL), care la 23 de ani este cel mai tânăr primar din țară.
- 2004, septembrie - apare primul număr al publicației lunare "Dudeșteanul" realizată de Primărie.
- 2004 - 2005 - sunt pietruite toate străzile din comună.
- 2005 - este modernizat sistemul de iluminat public din localitate.
- 2005 - mai puțin de 20 de familii de etnici germani mai locuiesc în Dudeștii Noi.
- 2006 - se trece de la numerotarea veche a străzilor și a caselor la cea nouă, fiecare stradă având propriul nume și numere de ordine ale caselor.
- 2007, octombrie 26 - este sfințită troița din centrul localității într-o slujbă religioasă realizată în comun de ortodocși și catolici. Troița a fost concepută și realizată de către artistul plastic bănățean Iosif Tasi, care a fost pentru câțiva ani și profesor de desen în comună.
- 2007 - se acordă 45 de terenuri tinerilor pentru construirea de locuințe în zonele Solaris I și II.
- 2007 - se asfaltează drumul comunal (DC 46) ce face legătura cu drumul național (DN 6) către Timișoara.
- 2008, 1 iunie - primarul comunei Alin Nica (PNL) este reales din primul tur cu 63% din voturi. Își menține și la al doilea mandat titlul de "cel mai tânăr primar din țară" la cei 27 de ani ai săi.
- 2008, iulie - este închis deponeul comunal de deșeuri, Dudeștii Noi fiind prima comună din Timiș care face acest lucru. În august este constituit Serviciul Public de Salubrizare operat de către S.C. RETIM S.A.
- 2008 - se asfaltează străzile Oituz, Calea Becicherecului, Calea Sânandreiului și Filip Beisser.
- 2008, octombrie 26 - este inaugurat monumentul de la intrarea în localitate, opera aceluiași artist plastic Iosif Tasi.
- 2009 - zona pe care s-a aflat deponeul de deșeuri este împădurită (45 ha).
- 2009 - încep lucrările la sistemul de canalizare menajeră.
- 2009 - se inaugurează clădirea modernizată a Căminului cultural.
- 2011 - se pune în funcțiune rețeaua de canalizare menajeră.
- 2011 - se acordă 82 de terenuri tinerilor pentru construirea de locuințe în zona Solaris IV.
- 2011 - se asfaltează străzile Poștei, Macilor și Calea Hodoniului.
- 2015 - se asfaltează strada Păduricii.
- 2016 - se asfaltează drumurile de legătură cu comunele Becicherecu Mic și Sânandrei.

## Monumente
- Biserica romano-catolică Sfântul Vendelin din Dudeștii Noi

## Imagini

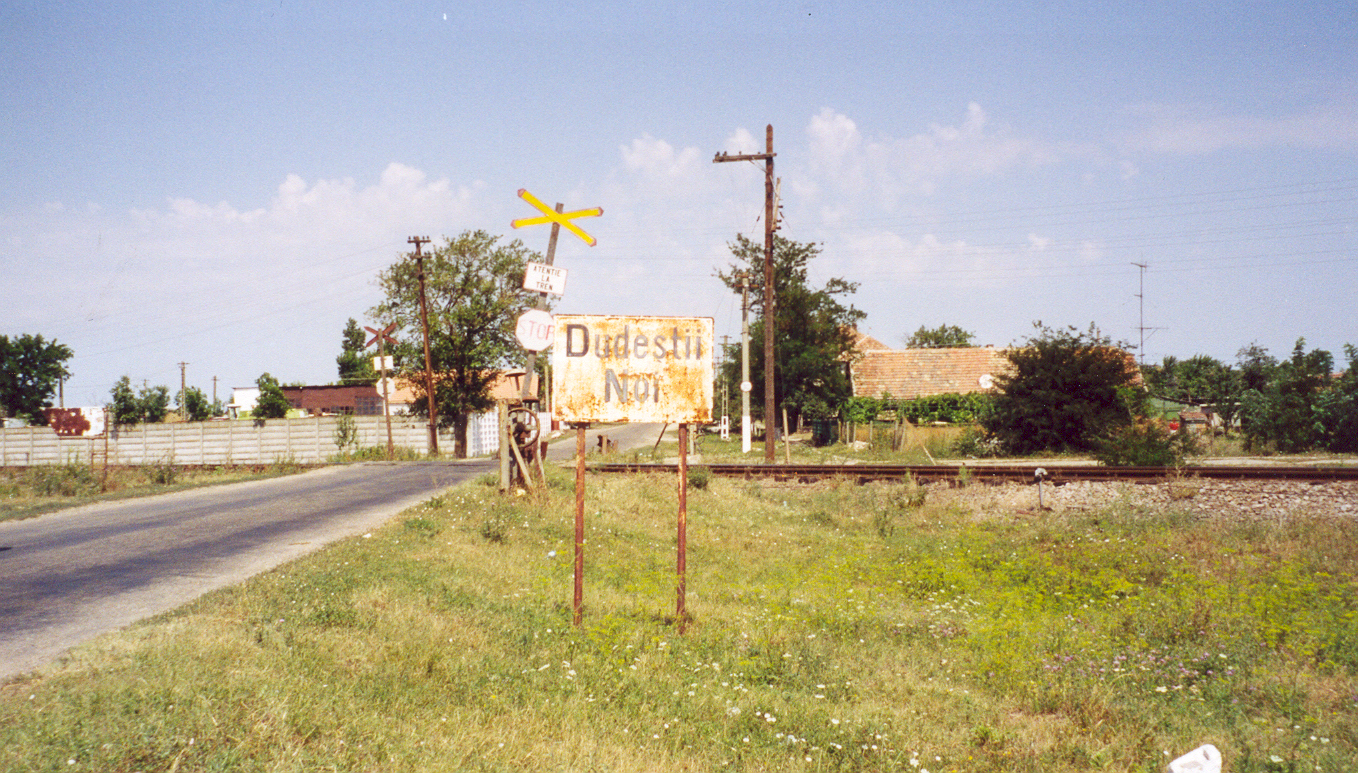
Intrarea în localitate (2003)
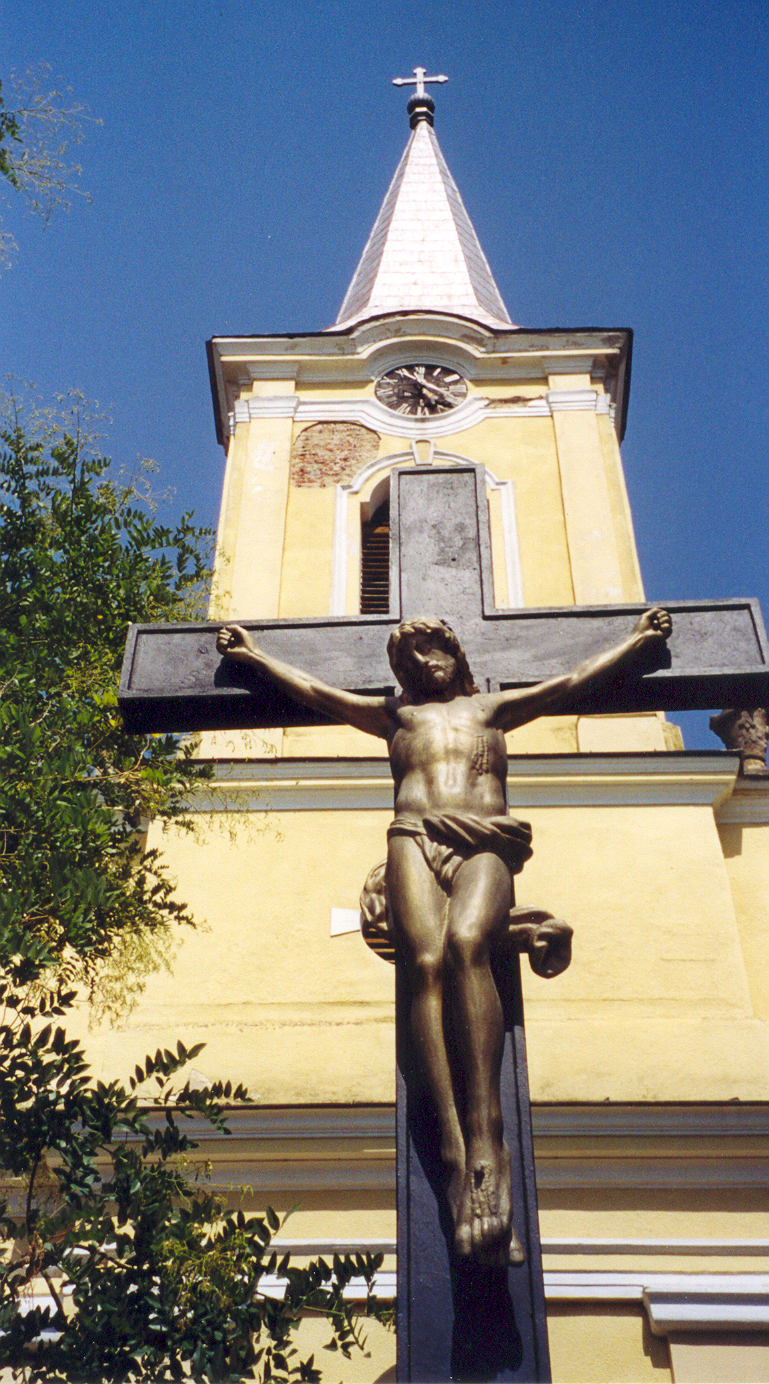
Biserica Catolică din Dudeştii Noi
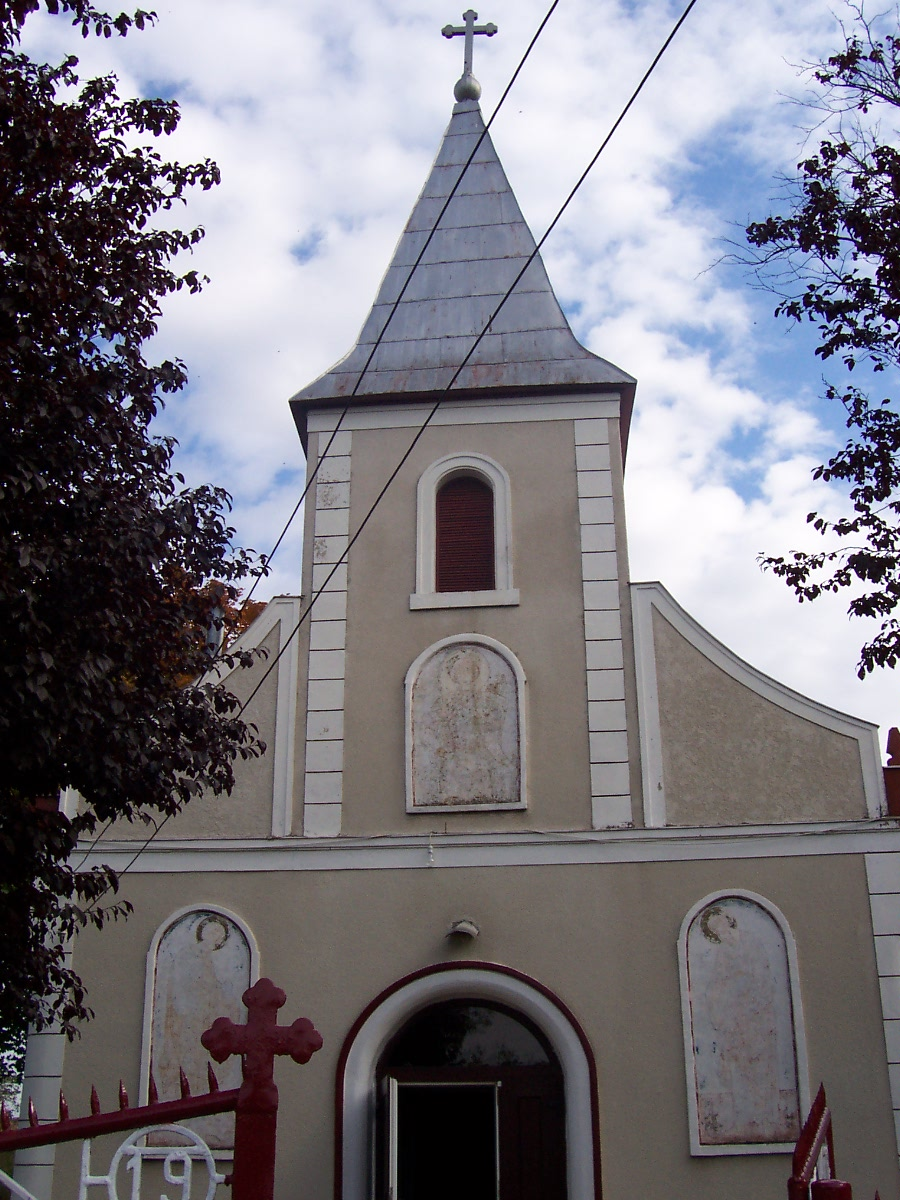
Biserica Ortodoxă din Dudeştii Noi
Clădirea Primăriei Comunei Dudeştii Noi (mai, 2007)
Căminul Cultural (oct., 2005)
Strada principală - începutul secolului al XX-lea
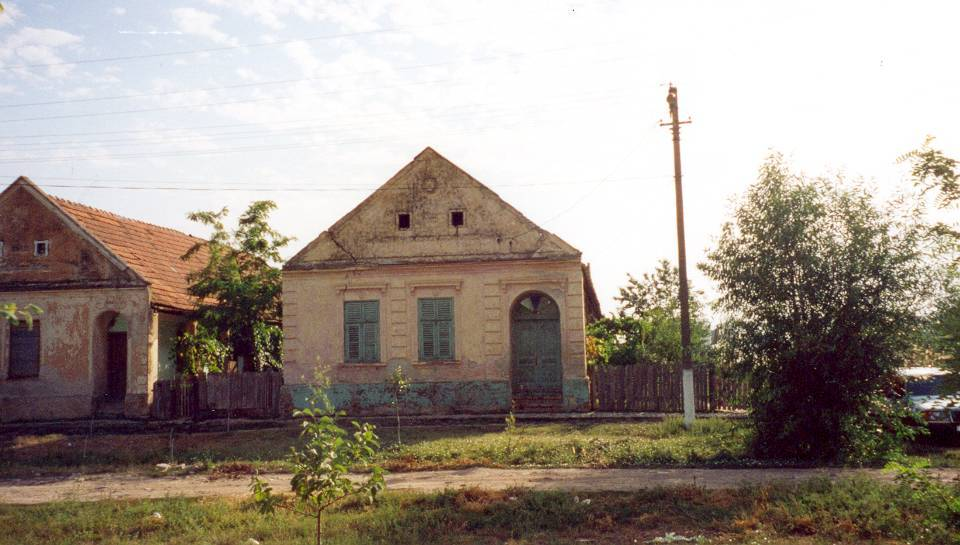
Casă (faţadă)
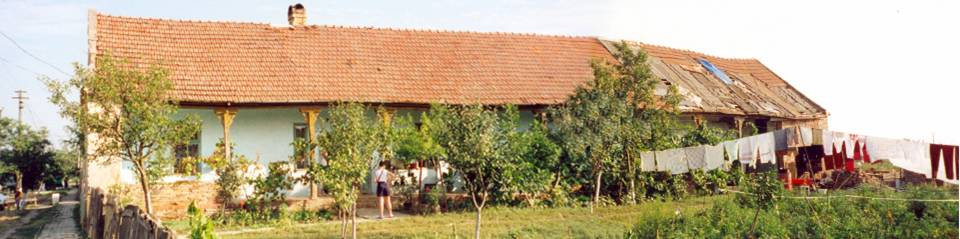
Casă (lateral)
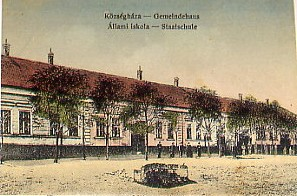
Şcoala din Dudeştii Noi (Imagine de epocă)
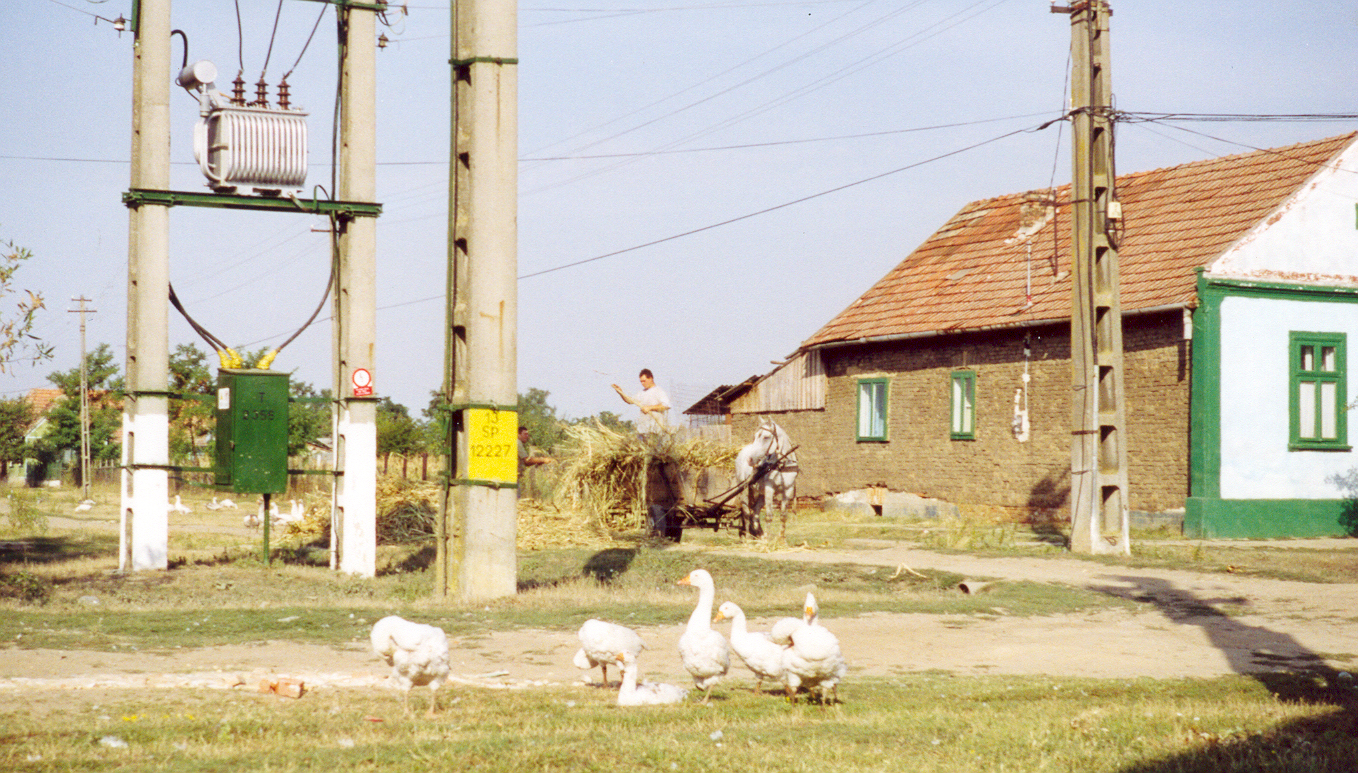
Scenă de viaţă (2003)
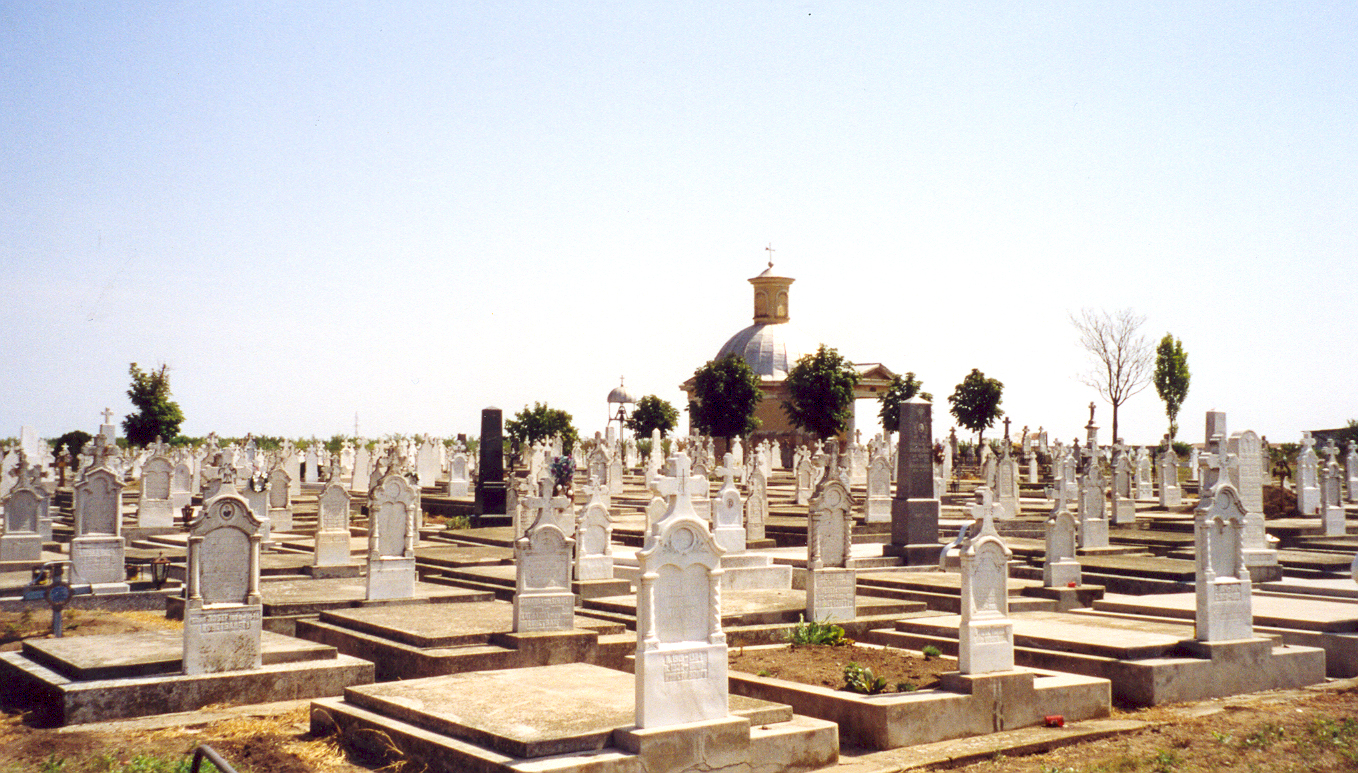
Cimitirul